# Yoshihiro Satō
Yoshihiro Satō (jap. 佐藤 嘉洋, Satō Yoshihiro; * 25. Januar 1981 in Nagoya, Präfektur Aichi) ist ein japanischer Kickboxer und K-1-Kämpfer. Er ist Thaiboxweltmeister und zweifacher K-1-Japanmeister (2006 und 2007). 
Satō begann 1996 im Alter von 15 Jahren mit dem Kickboxtraining. 1996 und 1997 konnte der die Glove Karate Meisterschaften gewinnen. 1998 begann er seine Profikarriere. Seinen ersten Kampf in Übersee hatte er am 23. November 2001 in Deutschland. Satō besiegte in diesem Kampf Milan Stević durch ko und wurde somit Muay Thai Weltergewichtsweltmeister des Verbandes WKA. 2005 wechselte er zum K-1. Er kämpft für das Team Fullcast, Nagoya JK Factory. Von seinen 52 Kämpfen gewann er 40, davon 18 durch (T-)KO. 